# Monteagle
Monteagle é uma cidade  localizada no estado norte-americano de Tennessee, no Condado de Franklin e Condado de Grundy e Condado de Marion.

## Demografia
Segundo o censo norte-americano de 2000, a sua população era de 1238 habitantes.
Em 2006, foi estimada uma população de 1215, um decréscimo de 23 (-1.9%).

## Geografia
De acordo com o United States Census Bureau tem uma área de
21,4 km², dos quais 21,1 km² cobertos por terra e 0,3 km² cobertos por água. Monteagle localiza-se a aproximadamente 586 m acima do nível do mar.

## Localidades na vizinhança
O diagrama seguinte representa as localidades num raio de 24 km ao redor de Monteagle.